# Futbol'nyj Klub Kolos Kovalivka
Il Futbol'nyj Klub Kolos Kovalivka (in ucraino футбольний клуб Колос Ковалівка?) è una società calcistica ucraina di Kovalivka.

## Storia
Il club viene fondato nel 2012 e fino al 2015 partecipa ai campionati regionali dell'Oblast' di Kiev, giocando le partite interne a Hlevacha. Nel 2014 debutta nel campionato amatoriale ucraino, ottenendo il secondo posto. L'anno seguente si classifica nuovamente al secondo posto.
Nel 2015 consegue lo status di club professionistico e si iscrive alla Druha Liha, la terza serie del campionato ucraino di calcio. All'esordio tra i professionisti, vince il campionato, ottenendo la promozione in Perša Liha, la seconda divisione ucraina. Nella stagione 2018-2019 la squadra ottiene il secondo posto in Perša Liha e vince lo spareggio promozione-retrocessione contro il Čornomorec', guadagnando per la prima volta la promozione in Prem"jer-liha, la massima serie ucraina. Non essendo lo stadio Kolos a norma per le gare di Prem"jer-liha, la squadra si vede costretta a disputare le proprie gare interne alla Obolon' Arena di Kiev.
Nel 2019-2020, grazie al sesto posto finale in massima serie e alla vittoria dei play-off del campionato per l'accesso all'Europa League, si qualifica ai turni preliminari dell'Europa League. Nell'annata seguente si piazza al quarto posto in campionato, guadagnando la qualificazione alla Conference League.

## Organico

### Rosa 2024-2025
Aggiornata al 26 novembre 2024.
| N. |                      | Ruolo | Calciatore         |
| -- | -------------------- | ----- | ------------------ |
| 1  | Ucraina (bandiera)   | P     | Valentyn Gorokh    |
| 2  | Romania (bandiera)   | D     | Ștefan Vlădoiu     |
| 5  | Ucraina (bandiera)   | D     | Valerij Bondarenko |
| 6  | Ucraina (bandiera)   | D     | Mykyta Burda       |
| 7  | Ucraina (bandiera)   | C     | Oleksandr Demčenko |
| 8  | Ucraina (bandiera)   | C     | Vladyslav Veleten  |
| 9  | Ucraina (bandiera)   | D     | Andrij Curikov     |
| 10 | Ucraina (bandiera)   | C     | Pavlo Orichovs'kyj |
| 11 | Venezuela (bandiera) | A     | Jovanny Bolívar    |
| 15 | Ucraina (bandiera)   | D     | Artem Husol        |
| 16 | Kosovo (bandiera)    | D     | Ilir Krasniqi      |
| 20 | Georgia (bandiera)   | C     | Nika Gagnidze      |

| N. |                     | Ruolo | Calciatore        |
| -- | ------------------- | ----- | ----------------- |
| 22 | Ucraina (bandiera)  | A     | Mykola Kovtaljuk  |
| 23 | Ucraina (bandiera)  | P     | Roman Mysak       |
| 27 | Ucraina (bandiera)  | D     | Valerij Lučkevyč  |
| 29 | Ucraina (bandiera)  | D     | Vladyslav Jemec'  |
| 31 | Ucraina (bandiera)  | P     | Ivan Pacholjuk    |
| 32 | Ucraina (bandiera)  | D     | Eduard Kozik      |
| 33 | Ucraina (bandiera)  | C     | Maksym Tret'jakov |
| 48 | Ucraina (bandiera)  | C     | Oleh Kryvoruchko  |
| 77 | Ucraina (bandiera)  | C     | Danyïl Alefirenko |
| 81 | Ucraina (bandiera)  | D     | Yegor Popravka    |
| 99 | Albania (bandiera)  | C     | Arinaldo Rrapaj   |
|    | Moldavia (bandiera) | D     | Cătălin Cucoș     |

## Palmarès

### Competizioni nazionali
- Druha Liha: 1

2015-2016

### Altri piazzamenti
- Perša Liha:

Secondo posto: 2018-2019